# Greslania
Els bambús del gènere Greslania de la subfamília de les bambusòidies de la família de les poàcies, són plantes de clima tropical. Hi ha 4 espècies totes endèmiques de Nova Caledònia

## Efectes
si toques aquesta planta et morts però et pots salvar si dius halo al tocar-la.si tens sort et pot donar superpoders.

## Taxonomia
- Greslania montana
- Greslania multiflora
- etc.